# Greg Kurstin
Gregory Allen "Greg" Kurstin, född 14 maj 1969 i Los Angeles, är en amerikansk skivproducent, låtskrivare och musiker. Kurstin spelade keyboard i rockbandet Geggy Tah under 1990-talet och är sedan 2006 medlem i duon The Bird and the Bee. Sedan dess har Kurstin även arbetat som producent för andra artister, däribland Beck, Lily Allen, Sia Furler, Kelly Clarkson, Pink, Ellie  Goulding, Britney Spears, Katy Perry, Dido Armstrong, Adele och Tegan and Sara.
2014 var Kurstin (med Sia Furler och Will Gluck) nominerad till en Golden Globe för bästa originallåt för "Opportunity" från filmen Annie. Han fick även två Grammy-nomineringar 2014, en för årets producent och en för årets skiva.